# Lista de episódios de Ultimate Spider-Man
 Ultimate Spider-Man foi uma série animada baseada no super-herói Homem-Aranha de Stan Lee e Steve Ditko. A série estreou no Disney XD em 1 de abril de 2012, sendo exibida junto com a segunda temporada de The Avengers: Earth's Mightiest Heroes, como parte do bloco Universo Marvel. A série é baseada nasérie de quadrinhos Ultimate Spider-Man.
Ao longo da série, 104 episódios de Ultimate Spider-Man foram ao ar ao longo de quatro temporadas, entre 1º de abril de 2012 e 7 de janeiro de 2017. A série foi seguida com Marvel's Spider-Man (2017-2020).

## Visão geral da série
| Temporada | Título             | Episódios | Originalmente exibido   | Originalmente exibido  |
| Temporada | Título             | Episódios | Primeiro lançamento     | Último lançamento      |
| --------- | ------------------ | --------- | ----------------------- | ---------------------- |
| 1         | –                  | 26        | 1 de abril de 2012      | 28 de outubro de 2012  |
| 2         | –                  | 26        | 21 de janeiro de 2013   | 21 de novembro de 2013 |
| 3         | Web-Warriors       | 26        | 13 de março de 2014     | 24 de outubro de 2015  |
| 4         | vs. the Sinister 6 | 26        | 21 de fevereiro de 2016 | 7 de janeiro de 2017   |

## Episódios

### Temporada 1 (2012)
26 episódios.
| N.º geral | N.º na temp. | Título                                 | Dirigido por                           | Escrito por                    | Exibição original      | Audiência US (milhões) |
| --- | ------------ | -------------------------------------- | -------------------------------------- | ------------------------------ | ---------------------- | ---------------------- |
| 1 | 1            | "Great Power"                          | Alex Soto, Phil Pignotti & Tim Eldered | Paul Dini                      | 1 de abril de 2012     | 0.98                   |
| O estudante do ensino médio Peter Parker luta contra o crime na cidade de Nova York como o vigilante mascarado Homem-Aranha há um ano. Nick Fury, diretor da agência internacional de manutenção da paz S.H.I.E.L.D., o aborda com uma oferta para treinar com a S.H.I.E.L.D. e se tornar parte de uma nova equipe de super-heróis que está sendo montada após a apreensão do Trapster, membro do Quarteto Terrível , pelo Homem-Aranha. O Homem-Aranha a princípio recusa a oferta, mas depois que sua escola, Midtown High, é atacada pelo resto do Quarteto Terrível (composto por Mago, Thundra e Garra ) em nome do Doutor Octopus e Norman Osborn, ele começa a se perguntar se realmente deveria ter recusado.                      |              |                                        |                                        |                                |                        |                        |
| 2 | 2            | "Great Responsibility"                 | Alex Soto, Phil Pignotti & Tim Eldered | Paul Dini                      | 1 de abril de 2012     | 0.96                   |
| O Homem-Aranha finalmente aceita a oferta de Nick Fury para ajudá-lo a se tornar o "Homem-Aranha Supremo", além de liderar uma equipe de quatro jovens heróis em treinamento para provar suas habilidades de liderança. Ele conhece Poderoso, Punho de Ferro, Nova e Tigresa Branca no momento em que os membros restantes do Quarteto Terrível atacam. Como bônus adicional, Nick Fury posicionou o Agente da S.H.I.E.L.D. Phil Coulson na Midtown High para ser o diretor interino. |              |                                        |                                        |                                |                        |                        |
| 3 | 3            | "Doomed!"                              | Gary Hartle & Jeff Allen               | Man of Action                  | 8 de abril de 2012     | N/A                    |
| Uma discussão infantil entre o Homem-Aranha e Nova deixa toda a equipe de castigo. Para provar seu valor a Fury, os superjovens vasculham o banco de dados da S.H.I.E.L.D. com os supervilões mais procurados para ver quem eles podem derrotar e prender para impressionar Nick Fury. Quando as escolhas Batroc, o Saltador, Nevasca, Derretedor, M.O.D.O.K., Sapo, Redemoinho e Senhora Porco-espinho se mostram impopulares, o Homem-Aranha e sua equipe vão para Latvéria em busca do Doutor Destino . Eles capturam Destino com sucesso, mas ele os engana para levar um de seus Doombots a bordo do Aeroporta-Aviões. |              |                                        |                                        |                                |                        |                        |
| 4 | 4            | "Venom"                                | Alex Soto                              | Man of Action & James Felder   | 15 de abril de 2012    | N/A                    |
| Usando DNA de uma amostra de sangue do Homem-Aranha, o Doutor Octopus cria uma forma de vida artificial e simbiótica chamada Venom. Motivado pelo desejo de se conectar com Peter, a criatura escapa do laboratório, o encontra em uma festa e causa estragos, pulando de hospedeiro em hospedeiro e possuindo cada um dos companheiros de equipe de Peter. No final, Harry Osborn encontra uma amostra de Venom e o treina. |              |                                        |                                        |                                |                        |                        |
| 5 | 5            | "Flight of the Iron Spider"            | Phil Pignotti                          | Man of Action                  | 22 de abril de 2012    | N/A                    |
| Após uma luta com o Laser Vivo, o Homem-Aranha conhece o Homem de Ferro, um super-herói que ele idolatra. Impressionado com o conhecimento científico do Homem-Aranha, o Homem de Ferro constrói para ele uma armadura de alta tecnologia chamada Aranha de Ferro, equipada com uma série de armas poderosas. Apesar de não possuir as habilidades necessárias e não ter controle sobre as funções da armadura, o Homem-Aranha se torna cada vez mais convencido de seu novo equipamento, o que prejudica seu relacionamento com a equipe, mesmo com o retorno do Laser Vivo. |              |                                        |                                        |                                |                        |                        |
| 6 | 6            | "Why I Hate Gym"                       | Jeff Allen & Gary Hartle               | Man of Action & Joe Fallon     | 29 de abril de 2012    | N/A                    |
| Após a luta do Homem-Aranha e do Tigre Branco com Batroc, o Saltador, o Treinador é contratado pelo Doutor Octopus. Ele se disfarça na Midtown High como professor de educação física na tentativa de assassinar o Homem-Aranha, que ele acredita frequentar a escola. O Homem-Aranha e o Tigre Branco são forçados a deixar de lado suas diferenças para tentar derrotá-lo. |              |                                        |                                        |                                |                        |                        |
| 7 | 7            | "Exclusive"                            | Alex Soto                              | Man of Action & Dani Wolff     | 6 de maio de 2012      | N/A                    |
| Neste episódio de found footage, Mary Jane convence o Homem-Aranha a ajudá-la com uma entrevista exclusiva para o Clarim Diário; a entrevista é interrompida quando o Hulk aparentemente aterroriza o resto da cidade de Nova York, forçando o Homem-Aranha a tentar detê-lo. Sem o conhecimento do Homem-Aranha, Hulk está lutando contra Zzzax. |              |                                        |                                        |                                |                        |                        |
| 8 | 8            | "Back in Black"                        | Phil Pignotti                          | Man of Action                  | 13 de maio de 2012     | N/A                    |
| Um novo super-herói misterioso, vestido de preto e com habilidades semelhantes às do Homem-Aranha, aparece e atrai a atenção do público. Peter suspeita que o novo herói seja Venom, mas seus companheiros descartam suas suspeitas como inveja. Peter então descobre que seu amigo Harry Osborn se conectou com o simbionte Venom e tenta persuadir Harry a se livrar dele antes que ele corrompa sua mente e o torne maligno. |              |                                        |                                        |                                |                        |                        |
| 9 | 9            | "Field Trip"                           | Alex Soto                              | Man of Action & Eugene Son     | 20 de maio de 2012     | N/A                    |
| Durante uma excursão escolar a um museu, Danny traduz a gravura de uma antiga pedra rúnica nórdica e acidentalmente invoca um Gigante de Gelo. O deus nórdico do trovão, Thor, chega para ajudar a equipe do Homem-Aranha, mas a magia de um medalhão no pescoço do Gigante transforma Thor em um sapo. A equipe segue Thor até Asgard, onde Loki está trabalhando com os Gigantes de Gelo para tomar o trono asgardiano enquanto Odin está em seu Sono de Odin. |              |                                        |                                        |                                |                        |                        |
| 10 | 10           | "Freaky"                               | Jeff Allen                             | Brian Michael Bendis           | 17 de junho de 2012    | N/A                    |
| O vilão Mesmero, controlador da mente, troca as consciências do Homem-Aranha e do Wolverine na tentativa de dominar Nova York. Ambos os heróis precisam se adaptar aos seus diferentes poderes e mentalidades para derrotar Dentes-de-Sabre e fazer com que Mesmero troque suas mentes de volta. |              |                                        |                                        |                                |                        |                        |
| 11 | 11           | "Venomous (“Venom Attack” on Disney+)" | Phil Pignotti                          | Man of Action                  | 24 de junho de 2012    | N/A                    |
| Venom ressurge, usando Harry como seu hospedeiro novamente. Desta vez, Venom tem como alvo o pai negligente de Harry, Norman Osborn. Embora Norman não queira que sua potencial arma secreta seja danificada, o Homem-Aranha se depara com o dilema de escolher entre ajudar Harry sozinho ou confiar em seus companheiros de equipe, que receberam ordens de Fury para acabar com Venom. |              |                                        |                                        |                                |                        |                        |
| 12 | 12           | "Me Time"                              | Alex Soto                              | Man of Action & Jacob Semahn   | 1 de julho de 2012     | N/A                    |
| Após uma luta com Whirlwind, o Homem-Aranha insiste em um fim de semana de folga de Nick Fury e da S.H.I.E.L.D.. No entanto, o Doutor Octopus escolhe esse exato momento para atacar o Homem-Aranha quando seu emprego é ameaçado por Norman Osborn. |              |                                        |                                        |                                |                        |                        |
| 13 | 13           | "Strange"                              | Jeff Allen                             | Man of Action & James Felder   | 8 de julho de 2012     | N/A                    |
| A população de Nova York mergulha em um sono misterioso, mas Punho de Ferro consegue manter a si mesmo e ao Homem-Aranha acordados com energia chi. Eles buscam a ajuda do feiticeiro Doutor Estranho , que explica que o feitiço é obra do demônio Pesadelo . Para quebrar o feitiço, os heróis precisam entrar na Dimensão dos Sonhos e derrotar Pesadelo, enfrentando manifestações de seus medos e inseguranças. |              |                                        |                                        |                                |                        |                        |
| 14 | 14           | "Awesome"                              | Phil Pignotti                          | Man of Action & Eugene Son     | 15 de julho de 2012    | N/A                    |
| Peter Parker luta para dividir sua atenção entre concluir seu projeto de ciências com Luke Cage e combater o Fanático. Em seu desespero com o primeiro, ele decide "pegar emprestado" uma das invenções de Curt Connors, chamada Androide Incrível, que se torna uma ameaça ainda maior para a cidade. |              |                                        |                                        |                                |                        |                        |
| 15 | 15           | "For Your Eye Only"                    | Jeff Allen                             | Brian Michael Bendis           | 22 de julho de 2012    | 1.48                   |
| O Aeroporta-Aviões é comandado pelo Zodíaco, uma organização criminosa de elite liderada por Escorpião, que aprisiona Nick Fury, invade o banco de dados da S.H.I.E.L.D. e faz a nave se autodestruir. O Homem-Aranha é o único capaz de salvar Fury e deter o Zodíaco antes que eles obtenham dados valiosos e a nave se autodestrua sobre a cidade de Nova York. |              |                                        |                                        |                                |                        |                        |
| 16 | 16           | "Beetle Mania"                         | Alex Soto                              | Man of Action & Scott Mosier   | 29 de julho de 2012    | N/A                    |
| J. Jonah Jameson é alvo do Besouro , um vilão equipado com uma série de armas de alta tecnologia. Para grande irritação de Peter, Fury incumbe a equipe de proteger o prédio do Clarim Diário . Quando Mary Jane conta a Peter que vai encontrar Jameson para uma entrevista de emprego, ele tenta impedi-la de entrar no prédio caso o Besouro ataque. |              |                                        |                                        |                                |                        |                        |
| 17 | 17           | "Snow Day"                             | Phil Pignotti                          | Man of Action & Rich Fogel     | 5 de agosto de 2012    | N/A                    |
| Quando a Midtown High School tem um dia de neve, Phil Coulson ordena que o Homem-Aranha e sua equipe se apresentem em uma base da SHIELD no Ártico chamada ICE para treinamento de sobrevivência no inverno. Eles, em vez disso, contrariam as ordens e fogem para uma ilha tropical deserta para passar férias. Embora a ilha pareça um belo paraíso, a equipe logo descobre que ela serve como prisão para o Homem-Areia. |              |                                        |                                        |                                |                        |                        |
| 18 | 18           | "Damage"                               | Jeff Allen                             | Man of Action & Scott Mosier   | 19 de agosto de 2012   | N/A                    |
| A equipe do Homem-Aranha luta contra a Equipe de Demolição, mas acaba causando, sem querer, enormes danos materiais. Fury os incumbe de limpar a bagunça trabalhando em conjunto com a Damage Control, uma empresa de limpeza especializada em remover danos colaterais causados por super-heróis. J. Jonah Jameson até transmite o trabalho deles. O Homem-Aranha fica frustrado com essa tarefa aparentemente entediante, mas começa a suspeitar de atividades criminosas dentro da Damage Control ao perceber que o CEO da Damage Control, Mac Porter, está agindo de forma suspeita. Nota: Este episódio foi dedicado a Dwayne McDuffie, o criador de Damage Control, que morreu em 2011.                                              |              |                                        |                                        |                                |                        |                        |
| 19 | 19           | "Home Sick Hulk"                       | Alex Soto                              | Danielle Wolff & Man of Action | 9 de setembro de 2012  | N/A                    |
| Depois que Hulk adoece com uma infecção alienígena causada pela Falange, o Homem-Aranha, que teme que a S.H.I.E.L.D. prenda o Hulk em vez de ajudá-lo, tenta escondê-lo em sua casa da Falange, Nick Fury e Tia May. |              |                                        |                                        |                                |                        |                        |
| 20 | 20           | "Run Pig Run"                          | Phil Pignotti                          | Man of Action & Eugene Son     | 16 de setembro de 2012 | N/A                    |
| Loki se vinga do Homem-Aranha transformando-o em um porco usando um cachorro-quente encantado. Com a ajuda de Thor e de toda a força da SHIELD, "Peter Porker" precisa sobreviver a uma caçada de javalis asgardiana liderada pelo Carrasco em Nova York, enquanto Thor, a equipe do Homem-Aranha e Phil Coulson trabalham para manter o Homem-Aranha vivo até o pôr do sol, quando a caçada termina. |              |                                        |                                        |                                |                        |                        |
| 21 | 21           | "I Am Spider-Man"                      | Jeff Allen                             | Man of Action & Joe Fallon     | 23 de setembro de 2012 | N/A                    |
| eter Parker fica chocado ao descobrir que a Midtown High está montando um musical do Homem-Aranha estrelado por Flash Thompson como o Homem-Aranha, o que deixa Peter enojado por ter sofrido um ano nas mãos do valentão. A situação se torna perigosa quando Trapster confunde Flash com o verdadeiro Homem-Aranha. |              |                                        |                                        |                                |                        |                        |
| 22 | 22           | "The Iron Octopus"                     | Alex Soto                              | Man of Action & Frank Tieri    | 30 de setembro de 2012 | N/A                    |
| O Doutor Octopus invade a armadura do Homem de Ferro e envia um para matar Norman Osborn. Enquanto Norman culpa o Homem de Ferro pelo ataque e ameaça processá-lo, o Homem-Aranha recupera um tentáculo de um Octo-Bô e descobre mais sobre a história do Doutor Octopus com a Oscorp, o Doutor Connors e o próprio Norman. O Doutor Octopus então ataca o Aeroporta-Aviões em uma armadura movida a reator arc, criada a partir de uma réplica do reator arc do próprio Tony Stark, e sequestra Norman e Harry, então o Homem-Aranha veste a armadura do Aranha de Ferro para salvá-los. |              |                                        |                                        |                                |                        |                        |
| 23 | 23           | "Not a Toy"                            | Phil Pignotti                          | Brian Michael Bendis           | 7 de outubro de 2012   | N/A                    |
| A equipe do Homem-Aranha está tendo uma sessão de treinamento amigável com o Capitão América a bordo do Aeroporta-Aviões. Ao manusear o escudo do Capitão América , o Homem-Aranha acidentalmente o joga pela janela, e ele cai na embaixada da Latvéria em Nova York, onde é encontrado pelo Doutor Destino. O Homem-Aranha e o Capitão América tentam se infiltrar na embaixada da Latvéria e recuperar o escudo antes que o Doutor Destino possa explorá-lo para seus propósitos. |              |                                        |                                        |                                |                        |                        |
| 24 | 24           | "The Attack of the Beetle"             | Jeff Allen                             | Man of Action & Scott Mosier   | 14 de outubro de 2012  | N/A                    |
| Para horror de Peter, Tia May e Phil Coulson se aproximaram e decidem sair para jantar. Os planos de Peter de invadir a festa são frustrados pela aparição do Fusca, que guarda rancor antigo de Coulson. As coisas ficam ainda mais complicadas quando ele sequestra May, o que leva a um confronto a bordo do porta-aviões USS Excelsior. |              |                                        |                                        |                                |                        |                        |
| 25 | 25           | "Revealed"                             | Alex Soto                              | Man of Action & Eugene Son     | 28 de outubro de 2012  | N/A                    |
| O Doutor Octopus captura o Homem-Aranha e coleta mais amostras de sangue para seus experimentos. Norman Osborn revela-se o verdadeiro cérebro por trás dos planos do Doutor Octopus e planeja criar um exército imparável a partir do DNA do Homem-Aranha. O Doutor Octopus fica furioso com Norman por tratá-lo injustamente, então se vinga injetando nele uma mistura de DNA do Homem-Aranha e do Venom, transformando-o no Duende Verde. |              |                                        |                                        |                                |                        |                        |
| 26 | 26           | "The Rise of the Goblin"               | Phil Pignotti                          | Man of Action & Jacob Semahn   | 28 de outubro de 2012  | N/A                    |
| O Duende Verde ataca Midtown High, então o Homem-Aranha e a S.H.I.E.L.D. escoltam Harry até o Aeroporta-Aviões para sua própria proteção. O Duende Verde rastreia o Aeroporta-Aviões, lança um ataque e o joga no mar. Enquanto o navio afunda, o Homem-Aranha tenta salvar Harry e convencê-lo de que seu pai se tornou mau, mas o Duende Verde manipula Harry para invocar o simbionte Venom e se unir a ele para destruir o Homem-Aranha. Mais tarde, o Homem-Aranha consegue libertar Harry do simbionte e resgatá-lo, Nick Fury e vários outros agentes da S.H.I.E.L.D. O Aeroporta-Aviões é destruído, deixando Nova, Tigresa Branca, Punho de Ferro e Poderoso desabrigados, mas o Homem-Aranha permite que eles vivam em sua casa. |              |                                        |                                        |                                |                        |                        |

### Temporada 2 (2013)
26 episódios.
| N.º geral | N.º na temp. | Título                       | Dirigido por                 | Escrito por                                                        | Exibição original                                            | Audiência US (milhões) |
| --- | ------------ | ---------------------------- | ---------------------------- | ------------------------------------------------------------------ | ------------------------------------------------------------ | ---------------------- |
| 27 | 1            | "The Lizard"                 | Roy Burdine & Phil Pignotti  | Man of Action, Jacob Semahn & Eugene Son                           | 21 de janeiro de 2013                                        | N/A                    |
| Os heróis agora vivem com Peter Parker e sua tia May, mas enfrentam dificuldades com o gerenciamento do espaço. Eles são enviados pela SHIELD para investigar o mais novo esconderijo do Doutor Octopus e confiscar uma caixa contendo vários frascos de uma fórmula feita com DNA de diferentes animais. O cientista da SHIELD, Curt Connors (cujo braço esquerdo teve que ser amputado após a queda do Helicarrier), injeta em si mesmo uma fórmula contendo DNA de lagarto. Embora a fórmula consiga restaurar seu braço, ela acaba o transformando em um mutante semelhante a um lagarto. |              |                              |                              |                                                                    |                                                              |                        |
| 28 | 2            | "Electro"                    | Roy Burdine & Phil Pignotti  | Man of Action, Jacob Semahn & Eugene Son                           | 21 de janeiro de 2013                                        | N/A                    |
| Electro , um vilão com o poder de manipular a eletricidade, assume o controle de todos os aparelhos elétricos de Nova York e causa um apagão em massa, tornando-se o Electro supremo. Sem poder contatar a SHIELD, o Homem-Aranha e sua equipe precisam aprender a cooperar entre si e derrotar Electro sem a ajuda da tecnologia. |              |                              |                              |                                                                    |                                                              |                        |
| 29 | 3            | "The Rhino"                  | Tim Maltby                   | Man of Action & Ed Valentine                                       | 21 de janeiro de 2013                                        | N/A                    |
| O Homem-Aranha e o Poderoso entram em conflito com o Rino , um poderoso vilão com temática de rinoceronte que tenta roubar os carregamentos químicos da Oscorp. Na escola, Peter e Luke percebem que Flash Thompson está intimidando um colega tímido e nerd chamado Alex O'Hirn. Logo descobrem que Alex é o Rino e buscam vingança contra Flash. |              |                              |                              |                                                                    |                                                              |                        |
| 30 | 4            | "Kraven the Hunter"          | Roy Burdine                  | Man of Action & Danielle Wolff                                     | 3 de fevereiro de 2013                                       | N/A                    |
| Ava é assombrada por memórias do seu passado e luta para manter o controle sobre seu amuleto do Tigre Branco, tornando-se mais agressiva e selvagem durante as sessões de treinamento. O Homem-Aranha tenta encontrar uma maneira de ajudá-la, mas toda a equipe corre perigo quando Kraven, o Caçador , o obsessivo caçador branco que matou o pai de Ava, Hector Ayala, aparece em Nova York para reivindicar o poder do amuleto. No entanto, o Homem-Aranha e o Tigre Branco conseguem derrotar Kraven e frustrar seus planos.                                                             |              |                              |                              |                                                                    |                                                              |                        |
| 31 | 5            | "Hawkeye"                    | Phil Pignotti                | Man of Action & Scott Mosier                                       | 10 de fevereiro de 2013                                      | N/A                    |
| Besouro ataca o canteiro de obras do novo porta-aviões da SHIELD. Nick Fury ordena que o Homem-Aranha e o Gavião Arqueiro (um membro dos Vingadores ) o prendam. Durante a perseguição, uma explosão danifica um dos lançadores de teias do Homem-Aranha, fazendo com que um fluido altamente adesivo vaze para o braço do Gavião Arqueiro, deixando-os grudados. Homem-Aranha e Gavião Arqueiro precisam aprender a deixar de lado suas diferenças e trabalhar juntos para derrotar o Besouro.                                                                                               |              |                              |                              |                                                                    |                                                              |                        |
| 32 | 6            | "The Sinister Six"           | Tim Maltby                   | Man of Action & Scott Mosier                                       | 17 de fevereiro de 2013                                      | N/A                    |
| O Doutor Octopus reúne Electro, Kraven, o Caçador, Rino e Besouro, e atrai o Homem-Aranha para seu laboratório subaquático sob o Rio Hudson, usando o Dr. Connors como isca. As coisas pioram para o Homem-Aranha quando o Doutor Octopus transforma o Dr. Connors à força em Lagarto para completar seu Sexteto Sinistro. O Homem-Aranha tenta escapar dos seis vilões e escapar da base para poder chamar reforços para sua equipe. |              |                              |                              |                                                                    |                                                              |                        |
| 33 | 7            | "Spidah-Man!"                | Roy Burdine                  | Story by: Joe Quesada Teleplay by: Man of Action & Jimmy Palmiotti | 24 de março de 2013                                          | N/A                    |
| O Homem-Aranha tem estado ocupado enquanto a Tia May visita um parente e Phil Coulson leva o resto da sua equipe a um parque aquático. Justamente quando a vida do Homem-Aranha em Manhattan atinge o seu ponto mais baixo, depois de J. Jonah Jameson oferecer uma recompensa de 10 milhões de dólares por sua desmascaramento, ele é convidado pelo Prefeito de Boston para se tornar o super-herói residencial e mascote turístico da cidade. Pouco tempo depois, o Homem-Aranha tem que enfrentar o Aranha de Aço e um grupo de supervilões blindados chamados Terroristas de Boston.     |              |                              |                              |                                                                    |                                                              |                        |
| 34 | 8            | "Carnage"                    | Phil Pignotti                | Man of Action & Paul Giacoppo                                      | 31 de março de 2013                                          | N/A                    |
| Peter cogita contar a Harry sobre sua vida dupla como Homem-Aranha e avisá-lo de que o Duende Verde pode estar de olho nele. O Duende Verde sequestra Peter e o força a se conectar com uma versão aprimorada do simbionte Venom, a quem ele chama de "Carnificina". Quando Carnificina ataca o apartamento de Harry, este assume o controle do simbionte, se transforma em Venom novamente e parte para derrotar o Duende Verde de uma vez por todas. |              |                              |                              |                                                                    |                                                              |                        |
| 35 | 9            | "House Arrest"               | Tim Maltby                   | Man of Action & Eugene Son                                         | 7 de abril de 2013                                           | N/A                    |
| Após a luta contra o Pardo, a equipe do Homem-Aranha se prepara para uma festa surpresa na casa de Peter e da Tia May. No entanto, uma tentativa de Nova de desativar as instalações secretas de segurança da S.H.I.E.L.D. para obter privacidade faz o sistema enlouquecer, enquanto o Homem-Aranha também precisa se conformar com o status de seus companheiros de equipe como hóspedes. |              |                              |                              |                                                                    |                                                              |                        |
| 36 | 10           | "The Man-Wolf"               | Roy Burdine                  | Man of Action & Danielle Wolff                                     | 14 de abril de 2013                                          | N/A                    |
| A S.H.I.E.L.D. lança sua nova nave, a Tri-Carrier, que pode ser dividida em três naves separadas para diferentes situações. Em sua primeira missão, o segmento Astro-Carrier viaja à Lua para encontrar John, filho de J. Jonah Jameson. A equipe logo descobre que John foi exposto a um cristal lunar e se transformou em um lobisomem conhecido como Homem-Lobo. O Homem-Aranha destrói o cristal, revertendo John ao normal, mas ele permanece com a forma de um lobo e é levado à S.H.I.E.L.D. para tratamento.                                                                          |              |                              |                              |                                                                    |                                                              |                        |
| 37 | 11           | "Swarm"                      | Phil Pignotti and Tim Maltby | Man of Action, Scott Mosier, Kevin Burke & Chris "Doc" Wyatt       | 11 de junho de 2013                                          | N/A                    |
| O Homem-Aranha inventa o Rastreador-Aranha, um dispositivo de rastreamento de alta tecnologia que ele planeja implantar em vilões em fuga. Ele aprimora o Rastreador com tecnologia das Indústrias Stark sem a permissão de Tony Stark, acidentalmente dando a ele a capacidade de produzir múltiplas cópias de si mesmo. O cientista descontente das Indústrias Stark, Michael Tan, usa uma máquina de sua invenção para separar seus próprios átomos e sua consciência assume o controle dos Rastreadores-Aranha, criando um enxame vivo movido pelo ódio contra Tony Stark.                |              |                              |                              |                                                                    |                                                              |                        |
| 38 | 12           | "Itsy Bitsy Spider-Man"      | Phil Pignotti and Tim Maltby | Man of Action, Scott Mosier, Kevin Burke & Chris "Doc" Wyatt       | 12 de junho de 2013                                          | N/A                    |
| Enquanto procuram por Thor, desaparecido em combate, a equipe do Homem-Aranha é reduzida a versões superdeformadas de si mesma por um dos truques de Loki. Nick Fury coloca a equipe do Homem-Aranha na área de creche do Aeroporta-Aviões. Com Thor também tendo sido reduzido, a equipe do Homem-Aranha precisa encontrar uma maneira de ajudar Thor a lutar contra Loki e a Armadura Destruidora e retornar ao tamanho normal. |              |                              |                              |                                                                    |                                                              |                        |
| 39 | 13           | "Journey of the Iron Fist"   | Roy Burdine                  | Man of Action & Jacob Semahn                                       | 13 de junho de 2013                                          | N/A                    |
| Após ser atacado por um assassino misterioso, Danny é chamado de volta a K'un-L'un, uma antiga cidade do Himalaia onde treinou artes marciais, e o Homem-Aranha o acompanha. Ele precisa participar de uma competição para determinar o futuro rei de K'un-L'un, mas, como o veneno da lâmina do assassino o cega temporariamente, o Homem-Aranha precisa tomar seu lugar na competição e competir contra um guerreiro altamente habilidoso, porém arrogante, conhecido como Escorpião. |              |                              |                              |                                                                    |                                                              |                        |
| 40 | 14           | "The Incredible Spider-Hulk" | Phil Pignotti                | Brian Michael Bendis                                               | 14 de junho de 2013                                          | N/A                    |
| Mesmero escapa durante um experimento da SHIELD para domar a fúria do Hulk, trocando as mentes do Homem-Aranha e do Hulk por mais uma onda de diversão cruel. Esse dilema se agrava ainda mais quando o Coisa, que acha que o "Hulk" está furioso, também se junta à briga. |              |                              |                              |                                                                    |                                                              |                        |
| 41 | 15           | "Stan By Me"                 | Tim Maltby                   | Man of Action & Joe Fallon                                         | 17 de junho de 2013                                          | N/A                    |
| Em uma noite escura, o Lagarto ataca a Midtown High School com o Homem-Aranha, Mary Jane, Harry e Stan, o zelador, dentro. Sem o apoio da S.H.I.E.L.D., o Homem-Aranha e Stan (que começa a demonstrar qualidades ocultas) precisam se unir para derrotar o Lagarto. Quando, por acidente, ele fez os rastros de Connors desaparecerem, transformando o Lagarto completamente. |              |                              |                              |                                                                    |                                                              |                        |
| 42 | 16           | "Ultimate Deadpool"          | Roy Burdine                  | Man of Action & Ed Valentine                                       | 18 de junho de 2013                                          | N/A                    |
| O Treinador rouba um arquivo digital contendo as identidades secretas de todos os super-heróis que trabalham para a S.H.I.E.L.D., incluindo as do Homem-Aranha e seus companheiros de equipe. Frustrado com uma série de infortúnios recentes e sua exigente agenda de treinamento da S.H.I.E.L.D., o Homem-Aranha acompanha Deadpool (um mercenário distraído que já treinou com a S.H.I.E.L.D.) em sua missão para recuperar o arquivo. O Homem-Aranha logo começa a perceber que Deadpool não é um verdadeiro herói e não está disposto a seguir a moral.                                  |              |                              |                              |                                                                    |                                                              |                        |
| 43 | 17           | "Venom Bomb"                 | Phil Pignotti                | Man of Action & Scott Mosier                                       | 19 de junho de 2013                                          | N/A                    |
| O Duende Verde é capturado pela equipe do Homem-Aranha e aprisionado a bordo do Tri-Carrier. Ele solta o simbionte Venom na nave, que se separa em múltiplos simbiontes que assumem o controle da tripulação, criando um exército de Venoms. Quando o Duende Verde escapa de sua cela e se conecta com o simbionte original, o Homem-Aranha precisa formar uma aliança desconfortável com o Doutor Octopus para criar um soro que transformará o Duende novamente em Norman Osborn. |              |                              |                              |                                                                    |                                                              |                        |
| 44 | 18           | "Guardians of the Galaxy"    | Tim Maltby                   | Brian Michael Bendis                                               | 20 de junho de 2013                                          | N/A                    |
| O Homem-Aranha e Nova auxiliam os Guardiões da Galáxia em uma missão para salvar a galáxia de Korvac e dos Chitauri. Nota: O episódio é dedicado a Michael Clarke Duncan, que dublou Groot e morreu em 2012, antes de seu lançamento. |              |                              |                              |                                                                    |                                                              |                        |
| 45 | 19           | "The Parent Trap"            | Roy Burdine                  | Man of Action & Kaita Mpambara                                     | 21 de junho de 2013                                          | N/A                    |
| O Homem-Aranha ajuda o Poderoso a descobrir o que realmente aconteceu com seus pais, Walter e Amanda. Eles acabam descobrindo que foram capturados por Escorpião e o Zodíaco para que pudessem produzir em massa o soro do supersoldado que deu ao Poderoso seus poderes para seu próprio uso sinistro. |              |                              |                              |                                                                    |                                                              |                        |
| 46 | 20           | "Game Over"                  | Phil Pignotti                | Man of Action & Jacob Semahn                                       | 24 de junho de 2013 (YTV) 12 de setembro de 2013 (Disney XD) | 0.57                   |
| Quando a Arcade planeja lançar mísseis nucleares para causar a Terceira Guerra Mundial, o Homem-Aranha se une ao Capitão América e ao Wolverine, e eles acabam na Terra Louca da Arcade, localizada em Madripoor. |              |                              |                              |                                                                    |                                                              |                        |
| 47 | 21           | "Blade"                      | Roy Burdine & Phil Pignotti  | Man of Action, Kevin Burke, & Chris "Doc" Wyatt                    | 5 de agosto de 2013 (YTV) 3 de outubro de 2013               | 2.31                   |
| Na noite de Halloween, a equipe do Homem-Aranha é encarregada de entregar metade do Ankh de Tekamentep (um antigo artefato egípcio) ao caçador de vampiros Blade . Eles são atacados por um exército de vampiros enviado por Drácula , que quer usar o poder do Ankh para obter imunidade a fraquezas vampíricas, como a luz solar. Assim que o Ankh estiver seguro, Fury envia a equipe e Blade para recuperar a segunda metade do estoque em um museu antes que Drácula possa pegá-lo. |              |                              |                              |                                                                    |                                                              |                        |
| 48 | 22           | "The Howling Commandos"      | Roy Burdine & Phil Pignotti  | Man of Action, Kevin Burke, & Chris "Doc" Wyatt                    | 6 de agosto de 2013 (YTV) 17 de outubro de 2013              | 2.31                   |
| Drácula obteve as duas metades do Ankh de Tekamentep e tem a maior parte da equipe do Homem-Aranha sob controle mental. Para impedi-lo de ativar o Ankh antes do amanhecer, o Homem-Aranha e Blade unem forças com o Comando Uivante de Nick Fury (uma força-tarefa da S.H.I.E.L.D. composta por vários monstros heroicos como o Monstro de Frankenstein, o Lobisomem da Noite, N'Kantu, a Múmia Viva e o Homem-Coisa e viajam para o castelo de Drácula na Transilvânia para recuperar o Ankh.                                                                                               |              |                              |                              |                                                                    |                                                              |                        |
| 49 | 23           | "Second Chance Hero"         | Tim Maltby                   | Man of Action, Kevin Burke, & Chris "Doc" Wyatt                    | 28 de junho de 2013 (YTV) 14 de novembro de 2013             | 0.50                   |
| Norman Osborn (agora conhecido como Patriota de Ferro ) e o Homem-Aranha unem forças para derrotar o Quarteto Terrível e os Soldados-Aranha do Doutor Octopus. |              |                              |                              |                                                                    |                                                              |                        |
| 50 | 24           | "Sandman Returns"            | Roy Burdine                  | Man of Action & Danielle Wolff                                     | 27 de junho de 2013 (YTV) 7 de novembro de 2013              | 0.53                   |
| Homem Areia retorna a Nova York alegando ter virado uma nova página e querer se tornar um herói. Enquanto todos ignoram essa nova revelação, o Homem-Aranha vê isso como uma oportunidade de transformar seu antigo inimigo em algo bom, mesmo que seu novo amigo ainda lute contra seus modos antagônicos. |              |                              |                              |                                                                    |                                                              |                        |
| 51 | 25           | "Return of the Sinister Six" | Phil Pignotti                | Man of Action & Scott Mosier                                       | 25 de junho de 2013 (YTV) 3 de novembro de 2013              | 0.35                   |
| Doutor Octopus e Lagarto invadem a Ilha de Ryker (uma prisão para supervilões) e libertam Rino, Electro, Kraven, o Caçador, e Escorpião, equipando cada um deles com armaduras de batalha feitas com tecnologia roubada da Oscorp. A equipe do Homem-Aranha e o Patriota de Ferro lutam contra o Sexteto Sinistro. Enquanto o Homem-Aranha está determinado a injetar no Lagarto uma fórmula que o tornará humano novamente, Doutor Octopus planeja transformar Norman novamente no Duende Verde.                                                                                             |              |                              |                              |                                                                    |                                                              |                        |
| 52 | 26           | "Ultimate"                   | Tim Maltby                   | Man of Action & Jacob Semahn                                       | 26 de junho de 2013 (YTV) 10 de novembro de 2013             | 0.64                   |
| Após a luta contra o Sexteto Sinistro, Norman Osborn se transformou novamente em Duende Verde e capturou a equipe do Homem-Aranha (que já havia sido derrotada pelo Sexteto Sinistro). O Duende Verde transformou seus amigos em versões Duendes deles mesmos e planeja usar o antigo Aeroporta-Aviões para gasear Nova York. Mas, usando o soro de Curt Connors, o Homem-Aranha transforma sua equipe de volta e derrota o Duende Verde. Graças à sua atuação, ele recebe uma oferta para se juntar aos Vingadores.                                                                          |              |                              |                              |                                                                    |                                                              |                        |

### Temporada 3:Web-Warriors(2014–15)
A terceira temporada, subintitulada Web-Warriors, introduziu uma variação do arco do Aranhaverso. Estreou primeiro na Índia e depois nos EUA.
| N.º geral | N.º na temp. | Título                                      | Dirigido por                              | Escrito por                                                      | Exibição original | Audiência US (milhões) |
| --- | ------------ | ------------------------------------------- | ----------------------------------------- | ---------------------------------------------------------------- | --- | ---------------------- |
| 5354 | 12           | "The Avenging Spider-Man"                   | Roy BurdineTim Maltby                     | Paul Dini                                                        | 13 de junho de 2014 (YTV) 19 de junho de 2014 | N/A                    |
| Parte 1: Loki une forças com o Doutor Octopus para destruir os Vingadores (compostos por Capitão América, Thor, Hulk, Homem de Ferro, Gavião Arqueiro, Viúva Negra, Falcão e Homem-Aranha). Loki faz isso trocando de corpo com o Homem-Aranha para incriminá-lo e infundindo Venom em monstros asgardianos. Parte 2: Após um caso de identidade trocada, o Homem-Aranha precisa convencer sua antiga equipe da SHIELD de que ele é o verdadeiro Homem-Aranha antes de ser destruído por sua nova equipe, os Vingadores, que acreditam que ele é Loki. Mas quando tudo se resolve e no final da batalha, o Homem-Aranha precisa decidir a qual equipe pertence. |              |                                             |                                           |                                                                  | |                        |
| 55 | 3            | "Agent Venom"                               | Kalvin Lee                                | Eugene Son                                                       | 19 de junho de 2014 | N/a                    |
| Após a luta do Homem-Aranha com um Escorpião possuído por Venom, Flash Thompson entra em contato e se liga ao simbionte Venom após se disfarçar de "Aranha Escarlate". Enquanto isso, Besouro retorna e tenta recuperar o simbionte do corpo de Flash, agora chamado de Agente Venom , enquanto o Homem-Aranha luta contra o Treinador, que também deseja fazer o mesmo. No final, Flash decide se juntar ao Homem-Aranha para receber treinamento da SHIELD para ajudá-lo a controlar melhor o simbionte Venom. |              |                                             |                                           |                                                                  | |                        |
| 56 | 4            | "Cloak and Dagger"                          | Roy Burdine                               | Danielle Wolff                                                   | 8 de julho de 2014 | N/A                    |
| O Homem-Aranha deseja recrutar Manto e Adaga para sua iniciativa Novos Guerreiros (após descobrir que o Treinador também deseja fazer o mesmo), apenas para tentar impedir Dormammu de derrotar o Doutor Estranho controlando a mente de Manto e seus amigos e invadindo a Terra. Após derrotar Dormammu, o Homem-Aranha tenta recrutar Manto e Adaga para sua iniciativa, mas ambos recusam devido à sua lealdade secreta ao Treinador. |              |                                             |                                           |                                                                  | |                        |
| 57 | 5            | "The Next Iron Spider"                      | Tim Maltby                                | Kevin Burke & Chris "Doc" Wyatt                                  | 7 de agosto de 2013 (YTV) 22 de maio de 2014 | N/A                    |
| Enquanto Peter exibe a Armadura do Aranha de Ferro para seus colegas na feira de ciências de sua escola para caridade, seu rival intelectual de 13 anos, Amadeus Cho, também está de olho na armadura e, após uma série de eventos, obtém e opera perfeitamente a Armadura do Aranha de Ferro, deixando o Homem-Aranha ainda mais invejoso de Cho (considerando que ele nunca conseguiu controlar a armadura tão bem para começar). As coisas pioram quando Amadeus ataca o Homem-Aranha por ser uma "ameaça", além de pensar que ele não é um verdadeiro herói, enquanto o Treinador busca obter a armadura para seus próprios fins malignos. Depois de derrotar o Treinador mais uma vez, o Homem-Aranha permite que Amadeus fique com a armadura após testemunhar sua habilidade com ela (e por ajudá-lo na luta contra o Treinador, além de se tornar mais passivo em relação à forma como ele o vê) e o convida a fazer parte de sua iniciativa Novos Guerreiros, com a qual ele concorda. |              |                                             |                                           |                                                                  | |                        |
| 58 | 6            | "The Vulture"                               | Kalvin Lee                                | Henry Gilroy & Marty Isenberg                                    | 19 de junho de 2014 | N/A                    |
| O Homem-Aranha tenta recrutar outra pessoa para sua iniciativa Novos Guerreiros, conhecida como "Abutre". O Abutre já foi cobaia do Doutor Octopus. O Aranha vai atrás de Harry Osborn em busca de informações sobre o passado do Abutre. Depois de impedi-lo de assassinar Harry e convencê-lo de que seu amigo é inocente do que lhe aconteceu, o Aranha tenta ajudar o Abutre, ajudando-o a recuperar a memória, libertando o Doutor Octopus de sua cela em busca de respostas. Mas o Doutor Octopus se volta contra eles quando chegam ao seu antigo esconderijo em busca da verdade sobre o passado do Abutre, embora o Homem-Aranha e o Abutre acabem o derrotando. O Homem-Aranha apela ao Abutre sobre sua iniciativa Novos Guerreiros, mas ele se recusa, querendo encontrar seu próprio propósito na vida, apenas para se encontrar com o Treinador, com quem faz uma aliança. |              |                                             |                                           |                                                                  | |                        |
| 59 | 7            | "The Savage Spider-Man"                     | Roy Burdine                               | Jim McCann                                                       | 3 de julho de 2014 | N/A                    |
| O Homem-Aranha acompanha Wolverine até a Terra Selvagem para recrutar Ka-Zar e seu animal de estimação, Smilodon Zabu. Durante esse tempo, eles descobrem uma conspiração do Treinador e de Kraven, o Caçador, para sequestrar Zabu como parte do ritual de Kraven, o Caçador, para obter a imortalidade. |              |                                             |                                           |                                                                  | |                        |
| 60 | 8            | "New Warriors"                              | Tim Maltby                                | Eugene Son                                                       | 15 de julho de 2014 | N/A                    |
| Agora que os outros jovens heróis foram reunidos, o Homem-Aranha deve liderá-los na defesa do Tri-Carrier dos Thunderbolts (compostos pelo Treinador, Abutre e Manto e Adaga) quando eles libertarem o Duende Verde, o Doutor Octopus, o Besouro e o Escorpião da prisão. |              |                                             |                                           |                                                                  | |                        |
| 6164 | 912          | "The Spider-Verse"                          | Kalvin LeeRoy BurdineTim MaltbyKalvin Lee | Danielle WolffPaul DiniKevin Burke & Chris "Doc" WyattEugene Son | 31 de agosto de 201416 de setembro de 201419 de setembro de 201420 de setembro de 2014 | ASD                    |
| Parte 1: O Homem-Aranha descobre que o Duende Verde está planejando viajar pelo Multiverso usando o Cerco Perigoso para coletar o DNA de outros Homens-Aranha. O Homem-Aranha segue seu inimigo até o mundo futurista de Marvel 2099 e ajuda a aumentar a confiança do Homem-Aranha 2099. Em seguida, ele viaja para um universo com gênero trocado e se une à Garota-Aranha para derrotar as versões do Duende Verde em seu mundo. Parte 2: Enquanto persegue o Duende Verde pelo Multiverso, o Homem-Aranha chega ao universo Marvel Noir , onde o ajuda a renovar sua amizade com Mary Jane. Em seguida, o Homem- Aranha viaja para um mundo cartunesco habitado por animais antropomórficos, onde ajuda Peter Porker a reencontrar a vontade de ser o Porco-Aranha novamente. Parte 3: Enquanto o Homem-Aranha continua perseguindo o Duende Verde pelo Multiverso, ele chega a um mundo medieval onde ajuda o Cavaleiro-Espião a derrotar o Alquimista (a versão medieval do Doutor Octopus) e sua criação, o Kraken, para salvar York . Então, sua última parada antes de voltar para casa é uma versão alternativa do Universo Ultimate , onde ele ajuda Miles Morales a superar a culpa de não conseguir salvar o Peter Parker de seu mundo da morte e lutar contra o Duende Verde Supremo. Parte 4: Depois que o Homem-Aranha finalmente retorna ao seu próprio universo, ele descobre que o Duende Verde injetou em si o DNA dos Homens-Aranha de todos os universos para se tornar o Duende-Aranha. Com a ajuda de Electro , do Perigoso Cerco, ele convoca todos os Homens-Aranha, conhecidos como Guerreiros da Teia, para lutar contra o Duende-Aranha e salvar Nova York, mesmo quando Electro planeja destruí-la. |              |                                             |                                           |                                                                  | |                        |
| 65 | 13           | "The Return of the Guardians of the Galaxy" | Roy Burdine                               | Brian Michael Bendis                                             | 24 de setembro de 2014 | N/A                    |
| Os Guardiões da Galáxia pousam na Terra para consertar sua nave ao mesmo tempo em que Titus, ex- membro da Tropa Nova, lidera os Chitauri na busca pelo capacete de Nova. Agora, o Homem-Aranha e Nova precisam trabalhar com os Guardiões da Galáxia para derrotar Titus e os Chitauri. |              |                                             |                                           |                                                                  | |                        |
| 66 | 14           | "S.H.I.E.L.D. Academy"                      | Tim Maltby                                | Marty Isenberg                                                   | 8 de agosto de 2015 (YTV) 9 de abril de 2015 | 0.41                   |
| A Academia da S.H.I.E.L.D. foi inaugurada no Triskelion por Nick Fury, enquanto o grupo do Homem-Aranha recebe educação de Robert Frank e instrutores convidados como o Capitão América e o Gavião Arqueiro. No meio do caminho, o Homem-Aranha e o Aranha de Ferro, sem saber, reativam um antigo vilão da Segunda Guerra Mundial chamado Arnim Zola . |              |                                             |                                           |                                                                  | |                        |
| 67 | 15           | "The Rampaging Rhino"                       | Kalvin Lee                                | Marty Isenberg                                                   | 27 de abril de 2015 | 0.41                   |
| Quando Rino descobre que seu arqui-inimigo Flash se tornou um herói, ele inicia uma onda de violência por Nova York. O Homem-Aranha e o Agente Venom são a última linha de defesa com a ajuda do Hulk. No entanto, Hulk e Rino se enfrentam em uma batalha e somente o Homem-Aranha e o Agente Venom devem parar agora para não causar destruição. |              |                                             |                                           |                                                                  | |                        |
| 68 | 16           | "Ant-Man"                                   | Roy Burdine                               | Tom Pugsley                                                      | 11 de maio de 2015 | N/A                    |
| Nick Fury foi infectado por versões nanométricas dos Octo-Bots do Doutor Octopus. Enquanto os outros enfrentam o Doutor Octopus, o Homem-Aranha e o Poderoso trabalham com o Homem-Formiga para entrar no corpo de Nick Fury e extrair os Octo-Bots dele, com a ajuda do Aranha de Ferro para criar um submarino especial. |              |                                             |                                           |                                                                  | |                        |
| 69 | 17           | "Burrito Run"                               | Tim Maltby                                | Mairghread Scott                                                 | 18 de maio de 2015 | 0.43                   |
| Com desejo de comida mexicana após um dia inteiro de treinamento com o Gavião Arqueiro, o Homem-Aranha, o Poderoso e a Garota Esquilo escapam do Triskelion depois do expediente para comprar burritos. Ao longo do caminho, eles precisam lidar com o plano de Mesmero de usar a rede celular para fazer uma lavagem cerebral em todos, como fez com Batroc , o Saltador, Bumerangue, Pardo e Choque. |              |                                             |                                           |                                                                  | |                        |
| 70 | 18           | "Inhumanity"                                | Kalvin Lee                                | Geoffrey Thorne                                                  | 25 de abril de 2015 | 0.37                   |
| Após a luta do Homem-Aranha com o Homem Derretido, os Inumanos declaram guerra a Manhattan, enquanto Nick Fury culpa o estudante de intercâmbio Tritão. O Homem-Aranha e Tritão descobrem que Maximus fez uma lavagem cerebral no restante da Família Real Inumana (composta por Raio Negro, Medusa, Górgona, Dentinho e Karnak ) e planeja lançar Attilan em Manhattan. |              |                                             |                                           |                                                                  | |                        |
| 71 | 19           | "Attack of the Synthezoids"                 | Roy Burdine                               | Andrew R. Robinson                                               | 11 de agosto de 2015 (TV Tokyo) 19 de setembro de 2015 | 0.31                   |
| Arnim Zola ressurge e começa a substituir os colegas do Homem-Aranha por versões sintetóides deles mesmos. |              |                                             |                                           |                                                                  | |                        |
| 72 | 20           | "The Revenge of Arnim Zola"                 | Tim Maltby                                | Brandon Auman                                                    | 18 de agosto de 2015 (TV Tokyo) 26 de setembro de 2015 | 0.36                   |
| Com a maioria de seus colegas substituídos por sintezoides, o Homem-Aranha deve trabalhar com o Agente Venom e Rino para resgatar seus colegas de classe e derrotar Arnim Zola. |              |                                             |                                           |                                                                  | |                        |
| 73 | 21           | "Halloween Night at the Museum"             | Kalvin Lee                                | Danielle Wolff                                                   | 10 de outubro de 2014 | 2.28                   |
| Em um crossover animado com Jessie, Jessie Prescott, Emma Ross, Luke Ross, Ravi Ross, Zuri Ross e sua lagarta Sra. Kipling visitam um museu no Halloween. Jessie encontra uma espada medieval cobiçada por Morgana le Fay enquanto, sem saber, a liberta de sua prisão. Jessie e o Homem-Aranha trabalham para salvar o Halloween e o mundo dos planos malignos de Le Fay e seu capanga Jack O'Lantern. Convidados especiais: Debby Ryan como Jessie Prescott, Peyton List como Emma Ross, Cameron Boyce como Luke Ross, Karan Brar como Ravi Ross, Skai Jackson como Zuri Ross. |              |                                             |                                           |                                                                  | |                        |
| 74 | 22           | "Nightmare on Christmas"                    | Roy Burdine                               | Eugene Son                                                       | 3 de dezembro de 2014 | N/A                    |
| Após uma luta com Shocker e uma queda inconsciente de um prédio, o Homem-Aranha vê como o mundo seria sem ele quando Pesadelo o leva em uma jornada pelo seu passado, onde ele revive sua luta com os Executores , seu presente, onde ele luta contra Shocker novamente, e um futuro onde Peter Parker desistiu de ser o Homem-Aranha o suficiente para que a forma de Rei Goblin do Duende Verde pudesse caçar todos os super-heróis. Depois de vivenciar cada um deles, o Homem-Aranha precisa lutar contra Pesadelo para sair desse pesadelo e aprender o significado de ser um herói que mais precisa. |              |                                             |                                           |                                                                  | |                        |
| 7578 | 2326         | "Contest of Champions"                      | Tim MaltbyKalvin LeeRoy BurdineTim Maltby | Thomas F. ZahlerMatt WayneMarty IsenbergEugene Son               | 8 de setembro de 2015 (TV Tokyo) 3 de outubro de 201515 de setembro de 2015 (TV Tokyo) 10 de outubro de 201522 de setembro de 2015 (TV Tokyo) 17 de outubro de 201529 de setembro de 2015 (TV Tokyo) 24 de outubro de 2015 | N/A                    |
| Parte 1: Ao descobrir o desaparecimento do povo de Nova York e um campo de força ao redor da cidade, o Homem-Aranha é atacado pelo Abominável , Besouro e Carrasco até ser salvo por um drone familiar. O Homem-Aranha descobre que foi escolhido para ser a peça-chave do jogo do Colecionador contra o Grão-Mestre , que busca subjugar a Terra e humilhar seu irmão mais uma vez. Com a raça humana em jogo, o Homem-Aranha concorda em lutar pelo Colecionador. O primeiro jogo no Central Park envolve o Homem-Aranha trabalhando com o Homem de Ferro e o Hulk contra Kraven, o Caçador, o Homem Derretido e o Rei Wendigo em uma partida de "Último Homem de Pé". Parte 2: No segundo jogo, o Homem-Aranha faz dupla com o Capitão América, Hulk Vermelho e Punho de Ferro em uma partida de captura da bandeira contra Sandman, Blastaar e Ymir . No terceiro jogo, o Homem-Aranha faz dupla com Poder, Viúva Negra e Skaar contra Doutor Octopus, Homem-Absorvente e Zzzax em uma partida de último time sobrevivente. As coisas se tornam um problema quando o Grão-Mestre começa a mudar o ambiente do jogo, como inundar a cidade e encher as águas de tubarões. Parte 3: No quarto jogo, o Homem-Aranha se une ao Aranha de Ferro, Agente Venom e Thor contra Terrax , Attuma e Aniquilador em uma luta dentro do metrô. Escapando da batalha, o Homem-Aranha obtém alguns chamarizes de modelo de vida e os usa para distrair o Grão-Mestre para que ele, o Aranha de Ferro e o Agente Venom possam embarcar na nave do Grão-Mestre para salvar os reféns civis. Enquanto o Colecionador invoca Bomba Atômica , Gavião Arqueiro e Mulher-Hulk para a batalha, o Homem-Aranha, o Aranha de Ferro e o Agente Venom ganham a improvável ajuda de um Líder aprisionado e MODOK para dar-lhes poderes para serem invencíveis e a Tia May revela estar ciente da identidade secreta de Peter como Homem-Aranha. O Agente Venom e o Aranha de Ferro também são informados desse fato. Parte 4: O Grão-Mestre venceu o Torneio dos Campeões e reivindica Manhattan para os vilões. Enquanto o Homem-Aranha liberta cada super-herói e o Colecionador se mantém firme contra o Doutor Octopus, Skurge e o Homem-Absorvente, ele desafia o Grão-Mestre para uma batalha em que o vencedor leva tudo. |              |                                             |                                           |                                                                  | |                        |

### Temporada 4:vs. the Sinister 6(2016–17)
Em 1 de junho de 2015, foi anunciado que a série foi renovada para uma quarta temporada, renomeada Ultimate Spider-Man vs the Sinister 6. A temporada estreou com um episódio de uma hora intitulado "Hydra Attacks" em 21 de fevereiro de 2016.
| N.º geral | N.º na temp. | Título                             | Dirigido por                                   | Escrito por                                                                               | Exibição original | Audiência US (milhões) |
| --- | ------------ | ---------------------------------- | ---------------------------------------------- | ----------------------------------------------------------------------------------------- | --- | ---------------------- |
| 7980 | 12           | "Hydra Attacks"                    | Young Ki YoonJae Woo Kim                       | Kevin Burke & Chris "Doc" Wyatt                                                           | 21 de fevereiro de 2016 | 0.360.41               |
| Parte 1: Após o Homem-Aranha, o Aranha de Ferro e o Agente Venom derrotarem o Doutor Octopus, eles o levam para ser aprisionado no Tri-Carrier, onde o Doutor Octopus usa um de seus Octo-Bots em miniatura para hackear os nanites do Enxame, reconstruindo o Tri-Carrier como a Ilha da Hidra . Tudo isso fazia parte da parceria do Doutor Octopus com o recém-libertado Arnim Zola, que também inclui agentes da Hidra aprimorados pela Fórmula Goblin. O Doutor Octopus também recebe uma atualização em sua armadura, ganhando uma aparência mais sinistra. O Homem-Aranha é salvo por uma aranha desconhecida de cair no mar. Parte 2: Após ser salvo pelo misterioso Aranha Escarlate , o Homem-Aranha reúne o Aranha de Ferro e o Agente Venom para lutar contra a Hidra, agora aliada ao Doutor Octopus e Kraven, o Caçador. O Doutor Octopus tenta transformar Norman Osborn de volta no Duende Verde, mas falha, pois Norman havia se imunizado com uma fórmula para neutralizar futuras transformações. Dado o antídoto, os Homens-Aranha começam a reverter os duendes da Hidra de volta ao normal. Como eles não conseguem tirar a consciência de Zola da Ilha da Hidra, o Aranha de Ferro programa os motores para levar a nave ao espaço, onde Zola nunca mais poderá incomodá-los. Enquanto isso, o Doutor Octopus escapa com Kraven para continuar a reconstrução do Sexteto Sinistro. |              |                                    |                                                |                                                                                           | |                        |
| 81 | 3            | "Miles From Home"                  | Roy Burdine                                    | Kevin Burke & Chris "Doc" Wyatt                                                           | 27 de fevereiro de 2016 | 0.47                   |
| Sob ordens da Hydra, o Doutor Octopus se une ao Barão Mordo para usar o Siege Perilous e trazer o Duende Verde Supremo do mundo de Miles Morales para se juntar ao Sexteto Sinistro. No entanto, o Duende rouba o Siege Perilous e começa a destruir a realidade. Miles é trazido pelo Doutor Estranho para ajudar a combater o Duende Verde, o que resulta na destruição do Siege Perilous; como resultado, Duende e Miles ficam presos nesta dimensão. O Doutor Octopus consegue convencer o Duende Verde a se aliar a ele e ao Sexteto Sinistro, enquanto Miles é recebido por Peter nos Guerreiros da Teia. |              |                                    |                                                |                                                                                           | |                        |
| 82 | 4            | "Iron Vulture"                     | Young Ki Yoon                                  | Jacob Semahn                                                                              | 5 de março de 2016 | 0.53                   |
| Adaptando-se ao mundo do Homem-Aranha, Miles Morales trabalha no desenvolvimento de um novo codinome, já que Peter Parker ainda usa o nome Homem-Aranha. Os dois se deparam com uma conspiração do Doutor Octopus e de um Abutre blindado para invadir a Oscorp a fim de acessar os computadores e permitir que Abutre descubra mais sobre seu passado. O Homem-Aranha e Miles ajudam Norman Osborn, com a armadura do Patriota de Ferro, a lutar contra o Doutor Octopus e o Abutre. Para ajudar seu pai, Harry veste uma de suas armaduras e se torna "Patriota". |              |                                    |                                                |                                                                                           | |                        |
| 83 | 5            | "Lizards"                          | Jae Woo Kim                                    | Paul Giacoppo                                                                             | 12 de março de 2016 | 0.57                   |
| Curt Connors foi transformado em Lagarto novamente. Desta vez, ele tem uma mordida que transforma qualquer um que seja mordido em Lagartos. O Triskelion fica confinado quando a equipe do Homem-Aranha e o pessoal da Academia SHIELD são infectados e atacam o Homem-Aranha. Com a ajuda de um item no escritório de Nick Fury e com a ajuda do Aranha de Ferro, Leo Fitz e Jemma Simmons , o Homem-Aranha deve trabalhar em um antídoto para restaurar todos ao normal. Enquanto isso, o Agente Venom e Rino guardam a cela do Doutor Octopus durante o surto, apenas no caso de ele planejar alguma fuga de sua cela. Assim que todos estão curados, o Homem-Aranha testemunha o Doutor Octopus e Rino fugindo com o Agente Venom. |              |                                    |                                                |                                                                                           | |                        |
| 84 | 6            | "Double Agent Venom"               | Roy Burdine                                    | Mairghread Scott                                                                          | 19 de março de 2016 | 0.52                   |
| Após o Doutor Octopus e Rino escaparem do Triskelion com o Agente Venom em suas garras, o Homem-Aranha e o Aranha Escarlate os rastreiam até a Ilha da Hidra, enquanto o Doutor Octopus e Arnim Zola trabalham para separar o simbionte Venom de Flash Thompson. Para chegar até Flash, o Homem-Aranha e o Aranha Escarlate precisam lutar para passar por Kraven, o Caçador, e pelos agentes da Hidra. O Doutor Octopus separa o simbionte de Flash, entregando-o a Kraven, que se transforma em um Venom semelhante a um leão. No entanto, Flash consegue coagir o simbionte de volta para ele, pois eles se entendem. |              |                                    |                                                |                                                                                           | |                        |
| 85 | 7            | "Beached"                          | Young Ki Yoon                                  | Geoffrey Thorne                                                                           | 26 de março de 2016 | 0.45                   |
| O Homem-Aranha, o Aranha de Ferro, o Agente Venom, o Kid Aracnídeo e o Aranha Escarlate procuram pistas sobre o esconderijo do Doutor Octopus. Após serem emboscados pelo Abutre, o Homem-Aranha e o Aranha de Ferro o seguem até uma ilha próxima, onde são atacados por clones do Homem-Areia. Enquanto o Homem-Aranha luta contra os clones do Homem-Areia, o Aranha de Ferro tropeça em um laboratório secreto onde o Doutor Octopus capturou o Homem-Areia e o clonou para encontrar o "Homem-Areia Supremo" que se juntará ao Sexteto Sinistro. Após o resgate do Homem-Areia e a fuga do Doutor Octopus, o Homem-Aranha permite que o Homem-Areia se espalhe pelo Triskelion. |              |                                    |                                                |                                                                                           | |                        |
| 86 | 8            | "Anti-Venom"                       | Jae Woo Kim                                    | Matt Wayne                                                                                | 2 de abril de 2016 | 0.48                   |
| O Homem-Aranha e o Agente Venom vêm destruindo vilões como Besouro, Pardo, Choque e Grito, e suspeitam que eles sejam candidatos ao Sexteto Sinistro do Doutor Octopus. Arnim Zola recruta Michael Morbius para trabalhar em um novo simbionte. Quando o Homem-Aranha, o Agente Venom e Harry Osborn, usando a armadura Patriota, os encontram, são pegos de surpresa ao liberar o simbionte Anti-Venom, que possui Harry e não possui as fraquezas tradicionais de um simbionte. A batalha resultante deixa o Agente Venom ferido e Harry em coma. |              |                                    |                                                |                                                                                           | |                        |
| 87 | 9            | "Force of Nature"                  | Roy Burdine                                    | Gavin Hignight                                                                            | 9 de abril de 2016 | 0.59                   |
| Durante uma seca, o Homem-Aranha, o Aranha de Ferro, o Kid Aracnídeo e o Aranha Escarlate respondem a um sinal de socorro que os leva a um shopping abandonado no Queens. Eles encontram uma sala vazia e hermética contendo o Homem-Hídrico, que tem um passado com Nick Fury. Ao transportá-lo para o Triskelion, o Aranha de Ferro descobre que o Homem-Hídrico não é um cara legal, onde a luta com ele causa um pouso de emergência perto da casa da Tia May. Enquanto o Homem-Aranha, o Aranha de Ferro e o Kid Aracnídeo lutam contra o Homem-Hídrico, o Aranha Escarlate trabalha para proteger a Tia May, que acaba chamando-o de Ben. Uma vez que o Homem-Hídrico é derrotado, onde a batalha resultante irrigou o gramado da Tia May, o Homem-Aranha recebe a notícia de que o Quinjet que carregava o Homem-Hídrico de volta para sua cela foi interceptado, fazendo o Homem-Aranha especular que o Doutor Octopus colocou o Homem-Hídrico do seu lado. |              |                                    |                                                |                                                                                           | |                        |
| 8889 | 1011         | "The New Sinister Six"             | Young Ki YoonJae Woo Kim                       | Jacob SemahnKevin Burke & Chris "Doc" Wyatt                                               | 7 de junho de 2016 (TV Tokyo) 10 de junho de 201614 de junho de 2016 (TV Tokyo) 17 de junho de 2016 | 0.540.53               |
| Parte 1: Após derrotar Shriek, o Homem-Aranha se junta a Flash Thompson, Amadeus Cho, Miles Morales e Ben Reilly para a festa de aniversário da Tia May. As coisas pioram quando o Doutor Octopus completa seu Sexteto Sinistro ao reunir Kraven, o Caçador, Rino, Homem-Hídrico, Electro e o Duende Verde Supremo, onde eles atacam o Triskelion. Mesmo quando a maioria do Sexteto Sinistro é derrotada pelos alunos da Academia da S.H.I.E.L.D., o Homem-Aranha é pego de surpresa quando descobre que Rino não era o informante e que há um sétimo membro no grupo do Doutor Octopus do qual o Homem-Aranha menos suspeita: o Aranha Escarlate. Parte 2: Agora que o Doutor Octopus sabe que o Homem-Aranha é Peter Parker, ele envia o Aranha Escarlate para resgatar uma chave que o Homem-Aranha escondeu na casa da Tia May. Enquanto o Doutor Octopus transforma a Ilha da Hidra na Ilha do Polvo com sua nanotecnologia, enquanto aprisiona Arnim Zola, o Homem-Aranha corre para chegar ao Aranha Escarlate antes que ele possa machucar a Tia May. Para lidar com o Homem-Hídrico, o Homem-Aranha precisa despertar o Homem-Areia para lutar contra ele. Quando o Aranha Escarlate é persuadido pela Tia May a ajudar o Homem-Aranha, ele aparentemente se sacrifica para destruir a Ilha do Polvo no oceano. |              |                                    |                                                |                                                                                           | |                        |
| 90 | 12           | "Agent Web"                        | Roy Burdine                                    | Geoffrey Thorne                                                                           | 21 de junho de 2016 (TV Tokyo) 24 de junho de 2016 | 0.53                   |
| Enquanto os alunos da Academia da S.H.I.E.L.D. e o Homem Areia se divertem em uma partida de vôlei, o Homem-Aranha vê Nova colidindo com o Triskelion. Antes de cair inconsciente, Nova entrega ao Homem-Aranha uma caixa necessária para ajudar a resgatar Nick Fury. Na companhia de Tritão, o Homem-Aranha vai até a cidade abandonada dos Inumanos de Atarog. Ao encontrar Madame Teia , o Homem-Aranha e Tritão descobrem que Ossos Cruzados aprisionou Fury. Com a ajuda das habilidades de Madame Teia, o Homem-Aranha e Tritão conseguem resgatar Nick Fury e escapar de Ossos Cruzados. Enquanto Nick Fury e Nova partem com Madame Teia para encontrar um local seguro para ela, a Família Real Inumana (composta por Raio Negro, Medusa, Dentinho, Karnak e Cristalys ) chega para dar ao Homem-Aranha e Tritão uma "carona" de volta ao Triskelion. |              |                                    |                                                |                                                                                           | |                        |
| 9193 | 1315         | "The Symbiote Saga"                | Roy BurdineYoung Ki YoonJae Woo Kim            | Joshua FineJacob SemahnKevin Burke & Chris "Doc" Wyatt                                    | 3 de julho de 201610 de julho de 201617 de julho de 2016 | 0.43                   |
| Parte 1: Michael Morbius rouba uma amostra do simbionte Venom do Agente Venom enquanto Ossos Cruzados ordena que ele e o Doutor Octopus, já imobilizado, façam experimentos com a amostra. Enquanto o Homem-Aranha e o Agente Venom trabalham para recuperar a amostra de Venom, o experimento permite a revitalização do simbionte Carnificina. O Doutor Octopus usa um soro com DNA de morcego-vampiro para transformar Morbius em vampiro, enquanto o Doutor Octopus é infectado pelo Carnificina. O Homem-Aranha se neutraliza para retornar à sua forma original, mas o Carnificina agora permanece de pé sem precisar de um hospedeiro. Após explodir, o Carnificina começa a infectar toda Manhattan. Parte 2: O Homem-Aranha trabalha com o Capitão América para lutar contra o Hulk possuído pelo Carnificina com a ajuda do Punho de Ferro, do Agente Venom e do Manto e Adaga. Enquanto isso, Mary Jane trabalha para manter Harry Osborn em coma, mas o recipiente de estase de Harry é violado quando o Anti-Venom desperta. Mesmo quando o Homem-Aranha e o Capitão América libertam Shriek e as pessoas do simbionte do Carnificina, o Anti-Venom sai por aí destruindo os simbiontes do Carnificina que possuíram os civis e até se sacrifica para destruir o simbionte maior do Carnificina que está no prédio, e Harry descobre as identidades do Homem-Aranha e do Agente Venom como Peter Parker e Flash Thompson, respectivamente. Parte 3: Após o sacrifício do simbionte Anti-Venom, o simbionte Carnificina se reformou em tamanho gigante e envolveu Midtown High. Enquanto o Homem-Aranha, o Agente Venom e Harry Osborn, com a armadura Patriota, lutam para superar os Mini-Carnificinas após resgatarem Stan do prédio, eles descobrem que Mary Jane Watson foi transformada na Rainha da Carnificina, enquanto Morbius e Ossos Cruzados planejam usar os mísseis confiscados pela S.H.I.E.L.D. para enviar os Drones da Carnificina para todas as cidades do mundo. |              |                                    |                                                |                                                                                           | |                        |
| 9497 | 1619         | "Return to the Spider-Verse"       | Roy BurdineYoung Ki YoonJae Woo KimRoy Burdine | Andrew RobinsonKevin Burke & Chris "Doc" WyattHenry GilroyKevin Burke & Chris "Doc" Wyatt | 2 de agosto de 2016 (TV Tokyo) 27 de agosto de 20169 de agosto de 2016 (TV Tokyo) 3 de setembro de 201616 de agosto de 2016 (TV Tokyo) 10 de setembro de 201623 de agosto de 2016 (TV Tokyo) 17 de setembro de 2016 | 0.35                   |
| Parte 1: Spider-Ham, Spyder-Knight e a mãe de Miles Morales, Rio, aparecem de repente na casa de Peter Parker. Ao serem levados a K'un-L'un pelo Punho de Ferro, o Homem-Aranha e Kid Arachnid se encontram com Nick Fury, Doutor Estranho e Madame Teia, que afirma que a destruição do Siege Perilous espalhou seus fragmentos para muitas dimensões e, se eles não forem coletados a tempo, os vários universos colidirão e serão destruídos. Usando o fragmento do Siege Perilous, o Homem-Aranha e o Kid Arachnid são enviados em uma viagem às diferentes dimensões para coletar os fragmentos. Sua primeira parada é um mundo com temática da era vitoriana que está infestado de vampiros. O Homem-Aranha e o Kid Arachnid devem ajudar o super-herói caçador de vampiros Blood Spider a obter o primeiro fragmento do Rei Lagarto (uma versão vitoriana do Lagarto) e seu caçador Wolf. O Rei Lagarto planeja usar o fragmento Perigoso do Cerco para bloquear o sol e permitir que os vampiros dominem a Terra. Embora o Homem-Aranha e o Garoto Aracnídeo consigam salvar o dia e fazer com que todos os vampiros voltem ao normal, eles descobrem que Lobo é um vilão baseado em aranhas chamado Aranha-Lobo , vindo de um mundo paralelo diferente. Aranha-Lobo está coletando os fragmentos para governar o multiverso e sabe a identidade do Homem-Aranha: Peter Parker. Parte 2: Agora que o Homem-Aranha e o Kid Aracnídeo têm que lutar com o Aranha-Lobo para chegar aos fragmentos Perigosos do Cerco, eles trabalham para encontrá-los antes que o Aranha-Lobo o faça. Sua próxima parada é uma dimensão pirata de desenho animado, onde o pirata com temática de aranha Barba-Teia é persuadido pelo Homem-Aranha e Kid Aracnídeo a reunir sua tripulação animal (composta por versões piratas de Howard o Pato, Rocket Raccoon e Cosmo, o Cão Espacial) para que eles possam enfrentar o Kraken em uma versão de navio pirata de Groot. Então o Homem-Aranha e o Kid Aracnídeo chegam a uma dimensão do Velho Oeste, onde encontram o cowboy com temática de aranha Webslinger, que perdeu seu tio Ben quando o Doutor Octopus Holliday assumiu a cidade. Agora eles ajudam Webslinger a criar coragem para lutar contra Holliday e seu vice-Motoqueiro Fantasma. Parte 3: Retornando à realidade Noir, o Homem-Aranha e o Kid Arachnid se envolvem com o Sr. Fixit (uma versão Noir do Hulk) e seus asseclas Thunderbolt e A-Bombardier , que estão em uma guerra de gangues com a versão Noir do Hammerhead . Quando o Homem-Aranha Noir aparece, ele não quer que o Homem-Aranha e o Kid Arachnid interrompam a guerra de gangues porque, desde a última vez que o viram, ele perdeu sua Mary Jane em um acidente causado pela gangue do Hammerhead, pelo qual ele culpa o Sr. Fixit. O Homem-Aranha encontra o fragmento Siege Perilous na nova metralhadora fornecida pelo assecla do Hammerhead, Martin Li. Ao tocar no Siege Perilous, Martin Li se torna a versão Noir do Senhor Negativo e derruba o Noir Hammerhead. Depois que o Negativo se defende do Aranha-Lobo, o Homem-Aranha e o Kid Arachnid devem persuadir o Homem-Aranha Noir e o Noir Sr. Fixit a trabalharem juntos para ajudar a derrotar o Negativo. Parte 4: O Homem-Aranha e o Kid Aracnídeo retornam à realidade do Kid Aracnídeo, onde ele conhece uma versão de Gwen Stacy, com poderes de aranha, que estava protegendo o Kid Aracnídeo com a ajuda da Tia May deste mundo, enquanto escapava dos robôs que trabalhavam para o capitão da polícia George Stacy . Quando o Aranha-Lobo se envolve, mantendo Rio Morales como refém, o Homem-Aranha, o Kid Aracnídeo e a Mulher-Aranha trabalham para deter o Aranha-Lobo. Eles descobrem que ele é um Peter Parker maligno que trabalha para drenar as energias de todos os personagens aranha. Após a derrota do Aranha-Lobo, George Stacy descobre o segredo de sua filha ao falar com Rio. Após a remontagem do Cerco Perigoso, o Kid Aracnídeo e Rio emigram para a realidade do Homem-Aranha. |              |                                    |                                                |                                                                                           | |                        |
| 98 | 20           | "Strange Little Halloween"         | Young Ki Yoon                                  | Henry Gilroy                                                                              | 28 de junho de 2016 (TV Tokyo) 1 de outubro de 2016 | 0.30                   |
| Na noite de Halloween, o Homem-Aranha tenta ir pedir doces quando uma estranha magia toma conta de Manhattan e faz com que os participantes se transformem no que estão fantasiados. O Homem-Aranha visita o Doutor Estranho, que afirma que o feitiço responsável está em um nível quântico. O Homem-Aranha e o Doutor Estranho acabam precisando da ajuda do Homem-Formiga para ir ao Reino Quântico e encontrar a fonte do feitiço. Uma vez lá, o Homem-Aranha, o Doutor Estranho e o Homem-Formiga encontram um Barão Mordo que os ataca com uma construção que assume a forma de Dormammu, Ultron e a forma aprimorada por nanites do Doutor Octopus, o que é apenas o começo de sua trama. |              |                                    |                                                |                                                                                           | |                        |
| 99101 | 2123         | "The Spider Slayers"               | Young Ki YoonJae Woo KimRoy Burdine            | Paul GiacoppoJoshua Hale FialkovMarty Isenberg                                            | 30 de agosto de 2016 (TV Tokyo) 8 de outubro de 20166 de setembro de 2016 (TV Tokyo) 15 de outubro de 201613 de setembro de 2016 (TV Tokyo) 22 de outubro de 2016                                                   | 0.34                   |
| Parte 1: Enquanto estava com Mary Jane Watson no Central Park, Peter Parker encontra um clone do Homem-Aranha que tenta se alimentar deles. Eles rastreiam o clone até um dos laboratórios do Doutor Octopus. Lá, encontram informações sobre o "Projeto Kaine", uma combinação do DNA do Homem-Aranha e dos Sintetóides. Mary Jane usa o simbionte Carnificina dentro de si, tornando-se a Mulher-Aranha . Após o Aranha Escarlate ressurgir e ajudar a derrotar o deformado Kaine, o Homem-Aranha e a Mulher-Aranha descobrem que ele está querendo saber sua história enquanto planeja se vingar do Doutor Octopus e quer aprender sobre seu passado. Parte 2: Como Arnim Zola roubou a pesquisa do Doutor Octopus, o Aranha Escarlate e o Homem-Aranha fazem com que o Doutor Octopus o leve para a Ilha submersa da Hidra, onde o Aranha Escarlate quer informações sobre seu passado. O Homem-Aranha, o Doutor Octopus e o Aranha Escarlate lutam contra os Delta-Nove Sintetóides, uma equipe de Matadores de Aranhas formada por híbridos Homem-Aranha/Sintetóide, composta por Aranha Óssea, Aranha Golias e Aranha Fantasma. Mais tarde, Arnim Zola desperta novamente. Enquanto isso, Mary Jane reúne o Agente Venom, o Aranha de Ferro e o Kid Aracnídeo para se encontrarem com o Homem-Aranha e mostrarem sua transformação em Mulher-Aranha. O Aranha Escarlate é revelado como um Aranha-Sintetóide com muito DNA do Homem-Aranha. Ao mesmo tempo, o Doutor Octopus usa outra atualização nanotecnológica que não apenas muda para outra aparência, mas cura seu corpo. Parte 3: Após a luta contra Arnim Zola; Homem-Aranha, Mulher-Aranha, Agente Venom, Aranha de Ferro e Kid Aracnídeo trazem o Aranha Escarlate e os Delta-Nove Sintetóides de volta ao Triskelion, onde eles precisam fazer com que Nova, Poderoso, Punho de Ferro e Garota Esquilo se retirem devido ao que aconteceu quando souberam que o Aranha Escarlate trabalhava para o Doutor Octopus, revelou a identidade do Homem-Aranha, para colocar em perigo a Academia SHIELD e a Tia May, que estavam todas contra ele e serem presas pelo resto da vida. Quando uma falha de segurança coloca o Triskelion em confinamento e começa a drenar as energias de seus habitantes o suficiente para deixá-los com sintomas semelhantes aos de coma, eles descobrem que um Kaine remontado é o responsável, pois ele tem como alvo os personagens baseados em aranhas. Quando Kaine assume o controle dos Delta-Nove Sintetóides, o Homem-Aranha e os outros heróis baseados em aranhas derrotam Kaine depois que ele se combina com os Sintetóides. |              |                                    |                                                |                                                                                           | |                        |
| 102 | 24           | "The Moon Knight Before Christmas" | Jae Woo Kim                                    | Elliott Casey                                                                             | 5 de julho de 2016 (TV Tokyo) 17 de dezembro de 2016 | 0.38                   |
| Em uma noite de inverno, o Homem-Aranha está guardando o Sanctum Sanctorum do Doutor Estranho quando ouve o Cavaleiro da Lua perseguindo uma garota lá fora. Para sua segurança, o Homem-Aranha permite que ela entre no Sanctorum, apenas para descobrir que ela é Francis Beck, filha de seu suposto inimigo falecido, Mysterio. Culpando o Homem-Aranha por sua morte, Francis usa o capacete encantado de Mysterio para atacar o Homem-Aranha. O capacete libera uma ameaça mística que o Homem-Aranha consegue conter com a ajuda do Cavaleiro da Lua. |              |                                    |                                                |                                                                                           | |                        |
| 103104 | 2526         | "Graduation Day"                   | Young Ki YoonJae Woo Kim                       | Kevin Burke & Chris "Doc" Wyatt                                                           | 20 de setembro de 2016 (TV Tokyo, Part 1) 27 de setembro de 2016 (TV Tokyo, Part 2) 7 de janeiro de 2017 | 0.360.40               |
| Parte 1: Enquanto Peter Parker se prepara para se formar na Academia da S.H.I.E.L.D., ele é visitado pelo Doutor Octopus, que ameaça machucar a Tia May se ele vestir o traje do Homem-Aranha novamente. O Homem-Aranha se recusa a concordar e coloca a Tia May sob custódia protetora da S.H.I.E.L.D., para capturar o Doutor Octopus com a ajuda de sua equipe de Guerreiros da Teia e Novos Guerreiros. Depois de capturar Kraven, o Caçador, o Rinoceronte, o Escorpião e o Abutre, bem como transformar Ossos Cruzados em um Lagarto, o Doutor Octopus se deixa encarcerar na prisão de segurança do Triskelion pela equipe do Homem-Aranha. A cerimônia de formatura conta com a presença dos Vingadores, Doutor Estranho, Homem Areia, Nick Fury, os pais do Poderoso, Patriota e Homem-Formiga. Como ele acaba escapando enquanto o Homem-Aranha leva a Tia May para a formatura, o Doutor Octopus e seu novo Sexteto Sinistro se libertam enquanto ele enreda a Tia May. O Homem-Aranha, relutantemente, injeta em si mesmo um soro para curá-lo de seus poderes e manter a Tia May segura. O Doutor Octopus então assume o controle do Triskelion e coloca um campo de força contrátil ao redor da cerimônia de formatura. O campo de força contrátil começa a se aproximar dos participantes da cerimônia. Parte 2: Desesperado para deter o Sexteto Sinistro Superior e recebendo uma conversa estimulante da Tia May, o Homem-Aranha recupera seus lançadores de teia originais da Tia May e segue para a Oscorp. Com a ajuda de Norman Osborn, o Homem-Aranha consegue recuperar seus poderes com a aranha radioativa no laboratório escondido do Doutor Octopus e confronta o Sexteto Sinistro Superior quando eles chegam à Oscorp ao perceber que Norman Osborn não estava lá. Enquanto o Doutor Octopus aterroriza a cidade, o Homem-Aranha usa o mesmo soro em Abutre, Ossos Cruzados e Rino para despoderá-los, enquanto também derrota Kraven, o Caçador, e Escorpião. O Doutor Octopus então usa uma fórmula de polvo que o transforma em uma criatura gigante parecida com um polvo. Usando o soro, o Homem-Aranha faz o Doutor Octopus voltar ao normal, que diz ao Homem-Aranha que nem ele sabe como se livrar do campo de força. O Doutor Octopus coopera com o Homem-Aranha para desativar o campo de força. Depois, o Doutor Octopus é levado pelo Homem de Ferro. Após a cerimônia de formatura, o Agente Venom e o Aranha Escarlate tornam-se professores da Academia da S.H.I.E.L.D., Alex O'Hirn, Adrian Toomes e Frances Beck se matriculam como alunos, juntamente com Mary Jane, e Nick Fury conta ao Homem-Aranha que se tornou o Homem-Aranha Supremo após derrotar o Armadilha. Peter Parker relembra seus dias de inexperiência como Homem-Aranha e o quanto progrediu como Homem-Aranha, e parte para impedir um assalto no East Village. |              |                                    |                                                |                                                                                           | |                        |